# John David Washington
John David Washington, född 28 juli 1984 i Los Angeles, Kalifornien, är en amerikansk skådespelare. Han är känd som Ron Stallworth i BlacKkKlansman. Han är son till skådespelaren Denzel Washington.

## Filmografi
- 1992 – Malcolm X
- 2017 – Love Beats Rhymes
- 2018 – Monsters and Men
- 2018 – All Rise
- 2018 – BlacKkKlansman
- 2018 – Den siste gentlemannen
- 2020 – Tenet
- 2023 – The Creator